# Cine de supervivencia
El cine de supervivencia es un género cinematográfico en el que uno o más personajes se esfuerzan por sobrevivir. A menudo se superpone con otros géneros cinematográficos. Es un subgénero del cine de aventuras, junto con el cine bélico, el de capa y espada o las películas de safaris. Las películas de supervivencia son más oscuras que la mayoría de las otras películas de aventuras, que generalmente centran su historia en un solo personaje, generalmente el protagonista. Las películas tienden a "ubicarse principalmente en un contexto contemporáneo", por lo que el público de las películas está familiarizado con el escenario y las actividades de los personajes son menos románticas.
En un libro de 1988, Thomas Sobchack comparó la película de supervivencia con el romance: "Ambos enfatizan el triunfo heroico sobre los obstáculos que amenazan el orden social y la reafirmación de los valores sociales predominantes como el juego limpio y el respeto por el mérito y la cooperación". El autor dijo que las películas de supervivencia "identifican y aíslan un microcosmos de la sociedad", como el grupo sobreviviente del accidente aéreo en El vuelo del Fénix (1965) o los del trasatlántico volcado en La aventura de Poseidón (1972). Sobchack explicó: "La mayor parte del tiempo en una película de supervivencia se dedica a describir el proceso por el cual el grupo, aislado de las seguridades y certezas de las redes de apoyo ordinarias de la vida civilizada, se forma en una unidad funcional y eficaz". El grupo a menudo varía en tipos de personajes, a veces hasta el punto de la caricatura. Si bien las mujeres han sido históricamente estereotipadas en tales películas, "a menudo juegan un papel decisivo en el éxito o el fracaso del grupo".

## Lista de películas de supervivencia
| Año  | Película                                                   | Ref.   |
| ---- | ---------------------------------------------------------- | ------ |
| 2023 | La sociedad de la nieve                                    | [ 4 ]  |
| 2019 | Crawl                                                      | [ 5 ]  |
| 2018 | Arctic                                                     | [ 6 ]  |
| 2018 | A la deriva                                                | [ 5 ]  |
| 2016 | The Shallows                                               | [ 5 ]  |
| 2016 | The Last Descent                                           | [ 7 ]  |
| 2015 | The Martian                                                | [ 5 ]  |
| 2015 | Nobody Wants the Night                                     | [ 8 ]  |
| 2015 | Los 33                                                     | [ 9 ]  |
| 2015 | Everest                                                    | [ 10 ] |
| 2015 | En el corazón del mar                                      | [ 11 ] |
| 2015 | El renacido                                                | [ 5 ]  |
| 2014 | En el bosque sobrevive                                     | [ 12 ] |
| 2014 | Against the Sun                                            | [ 13 ] |
| 2013 | Lone Survivor                                              | [ 14 ] |
| 2013 | Gravity                                                    | [ 14 ] |
| 2013 | Capitán Phillips                                           | [ 14 ] |
| 2013 | All Is Lost                                                | [ 5 ]  |
| 2012 | The Deep                                                   | [ 15 ] |
| 2012 | Lo imposible                                               | [ 16 ] |
| 2012 | Life of Pi                                                 | [ 17 ] |
| 2012 | Kon-Tiki                                                   | [ 5 ]  |
| 2012 | A Hijacking                                                | [ 18 ] |
| 2011 | The Eagle                                                  | [ 19 ] |
| 2011 | The Grey                                                   | [ 20 ] |
| 2011 | Sanctum                                                    | [ 21 ] |
| 2010 | The Way Back                                               | [ 9 ]  |
| 2010 | Meek's Cutoff                                              | [ 22 ] |
| 2010 | Centurion                                                  | [ 23 ] |
| 2010 | Buried                                                     | [ 9 ]  |
| 2010 | 127 horas                                                  | [ 24 ] |
| 2009 | Valhalla Rising                                            | [ 25 ] |
| 2009 | The Donner Party                                           | [ 26 ] |
| 2009 | Moon                                                       | [ 27 ] |
| 2009 | La carretera                                               | [ 18 ] |
| 2007 | Stranded                                                   | [ 18 ] |
| 2007 | Soy leyenda                                                | [ 5 ]  |
| 2007 | Into the Wild                                              | [ 9 ]  |
| 2006 | Rescate al amanecer                                        | [ 9 ]  |
| 2006 | Eight Below                                                | [ 28 ] |
| 2006 | Apocalypto                                                 | [ 29 ] |
| 2004 | The Day After Tomorrow                                     | [ 30 ] |
| 2003 | Touching the Void                                          | [ 9 ]  |
| 2003 | The Snow Walker                                            | [ 30 ] |
| 2003 | Open Water                                                 | [ 9 ]  |
| 2002 | Rabbit-Proof Fence                                         | [ 9 ]  |
| 2000 | The Endurance: Shackleton's Legendary Antarctic Expedition | [ 30 ] |
| 2000 | Náufrago                                                   | [ 9 ]  |
| 2000 | Límite vertical                                            | [ 30 ] |
| 2000 | La tormenta perfecta                                       | [ 30 ] |
| 1997 | The Edge                                                   | [ 31 ] |
| 1997 | Robinson Crusoe                                            | [ 32 ] |
| 1997 | Dante's Peak                                               | [ 30 ] |
| 1995 | Apollo 13                                                  | [ 18 ] |
| 1994 | Iron Will                                                  | [ 30 ] |
| 1993 | Jurassic Park                                              | [ 30 ] |
| 1993 | Cliffhanger                                                | [ 30 ] |
| 1993 | ¡Viven!                                                    | [ 31 ] |
| 1990 | Tremors                                                    | [ 30 ] |
| 1990 | Dances with Wolves                                         | [ 30 ] |
| 1990 | A Cry in the Wild                                          | [ 30 ] |
| 1989 | Survival Quest                                             | [ 31 ] |
| 1987 | White Water Summer                                         | [ 30 ] |
| 1987 | Predator                                                   | [ 30 ] |
| 1984 | Amanecer rojo                                              | [ 30 ] |
| 1983 | Antarctica                                                 | [ 33 ] |
| 1982 | First Blood                                                | [ 5 ]  |
| 1981 | Southern Comfort                                           | [ 22 ] |
| 1981 | La Guerre du feu                                           | [ 9 ]  |
| 1980 | The Blue Lagoon                                            | [ 5 ]  |
| 1979 | La fuga de Alcatraz                                        | [ 34 ] |
| 1975 | Tiburón                                                    | [ 30 ] |
| 1975 | The Ultimate Warrior                                       | [ 35 ] |
| 1974 | The Savage Is Loose                                        | [ 36 ] |
| 1973 | Cuando el destino nos alcance                              | [ 36 ] |
| 1972 | Z.P.G.                                                     | [ 36 ] |
| 1972 | La aventura del Poseidón                                   | [ 3 ]  |
| 1972 | Deliverance                                                | [ 31 ] |
| 1971 | Walkabout                                                  | [ 18 ] |
| 1971 | The Omega Man                                              | [ 36 ] |
| 1971 | Man in the Wilderness                                      | [ 36 ] |
| 1971 | Las aventuras de Jeremiah Johnson                          | [ 22 ] |
| 1970 | No Blade of Grass                                          | [ 37 ] |
| 1969 | My Side of the Mountain                                    | [ 37 ] |
| 1969 | Marooned                                                   | [ 36 ] |
| 1968 | El planeta de los simios                                   | [ 36 ] |
| 1965 | The War Game                                               | [ 36 ] |
| 1965 | The Naked Prey                                             | [ 36 ] |
| 1965 | Sands of the Kalahari                                      | [ 36 ] |
| 1965 | Robinson Crusoe en Marte                                   | [ 38 ] |
| 1965 | El vuelo del Fénix                                         | [ 3 ]  |
| 1963 | Lord of the Flies                                          | [ 37 ] |
| 1962 | Panic in Year Zero!                                        | [ 36 ] |
| 1960 | Swiss Family Robinson                                      | [ 20 ] |
| 1959 | The World, the Flesh and the Devil                         | [ 36 ] |
| 1959 | On the Beach                                               | [ 36 ] |
| 1958 | Teenage Caveman                                            | [ 36 ] |
| 1957 | Seven Waves Away                                           | [ 18 ] |
| 1956 | Back from Eternity                                         | [ 37 ] |
| 1954 | Robinson Crusoe                                            | [ 37 ] |
| 1953 | Inferno                                                    | [ 37 ] |
| 1948 | The Secret Land                                            | [ 37 ] |
| 1944 | Lifeboat                                                   | [ 36 ] |
| 1939 | Five Came Back                                             | [ 37 ] |